# Gestreepte krabspin
De gestreepte krabspin (Xysticus lineatus) is een spinnensoort uit de familie van de krabspinnen (Thomisidae).
De wetenschappelijke naam van de soort werd in 1851 als Thomisus lineatus gepubliceerd door Johan Peter Westring.

## Synoniemen
- Xysticus paniscus L. Koch, 1875[1]